# Hochreichkopf
De Hochreichkopf is een 3010 meter hoge bergtop in het noordwestelijke deel van de Stubaier Alpen in de Oostenrijkse deelstaat Tirol.
De brede top ligt ingeklemd tussen het Niederreichjoch en het Hochreichjoch en ligt ten oosten van het Ötztal. De makkelijkste, gemarkeerde klim naar de top voert vanuit het oosten vanaf de Guben-Schweinfurter Hütte in drieënhalf uur over het 2912 meter hoge Hochreichjoch. De top kan ook vanuit het noorden worden bereikt. De route hiertoe, die ook door de eerste beklimmer Ludwig Purtscheller gebruikt werd, loopt vanaf Kühtai over de Niederreichscharte naar de Hochreichscharte ten zuiden van de top van de Hochreichkopf, vanwaar de route gelijk is aan de eerste mogelijkheid. Voor beide tochten moet een duur van ongeveer vierenhalf uur gerekend worden.